# Jerzy Kalina (reżyser)
Jerzy Kalina (ur. 22 marca 1967 w Bielsku Podlaskim) – polski dziennikarz, reporter i twórca filmów dokumentalnych narodowości białoruskiej.

## Życiorys
W 1991 ukończył studia na Wydziale Humanistycznym filii Uniwersytetu Warszawskiego w Białymstoku. Redaktor niezależnego podziemnego pisma w języku białoruskim „Aposniia paviedamlenni” („Najnowsze wiadomości”) ukazującego się w Białymstoku i Warszawie. Od 1992 do 1997 był sekretarzem redakcji białoruskiego pisma społeczno-kulturalnego „Czasopis”, założyciel półrocznika naukowego „Białoruskie Zeszyty Historyczne”. Od 1995 związany z Telewizją Polską. Pracuje w Oddziale TVP w Białymstoku, od 2011 pełni funkcję sekretarza programu TVP Białystok. Od 2008 kierownik redakcji zamiejscowej Telewizji Biełsat w Białymstoku.
Specjalizuje się w kwestiach mniejszości narodowych, etnicznych i religijnych w Polsce. Interesuje się również sytuacją społeczno-polityczną na Białorusi oraz w krajach byłego Związku Radzieckiego. Zrealizował wiele filmów dokumentalnych i programów telewizyjnych poświęconych tej tematyce. W TVP Białystok pracował m.in. przy realizacji magazynu „Sami o sobie” oraz „Tydzień Białoruski”.

## Filmografia
- Siaroża – 2015
- Siewca – 2014
- Pod opieką świętego Dymitra – 2013
- Archimandryta – 2012[1]
- Cerkiew na granicy – 2010
- Szansa na nowe życie – 2010
- Ludzie starej wiary – 2008
- Misja – 2007
- Monastery prawosławne w Polsce – 2006
- Ballada o Mieleszkach – 2005
- U nas w Rajsku – 2005
- Uniwersytet na wygnaniu – 2005
- Partyzancka szkoła – 2004
- Hajno – 2003
- Ostatni dyktator Europy? – 2003
- Prawosławie w Polsce – 2003
- W wyśnionej ojczyźnie – 2003
- Jak Białorusinka z Polakiem – 2002
- Komu synagogę – 2002
- Pogoń za prawdą – 2002
- W dolinie Narwi – 2001
- Czarnobylcy – 2000
- Kuropatwy odleciały – 2000
- Nie ma już Bołtryk – 2000
- Od głodu i moru – 2000
- Bieżeńcy – 1999
- Bogu i ludziom – 1998

Nagrody i wyróżnienia: 
- „Czarnobylcy” TVP Program 1 – Grand Prix Stowarzyszenia Europejskich Telewizji Regionalnych w Porto (Portugalia) oraz trzecia nagroda Przeglądu Twórczości Dziennikarskiej Reporterów Telewizji Regionalnych TVP (2001)
- Wyróżnienie na V Międzynarodowym Festiwalu Filmów i Programów Etnicznych „U siebie” w Krakowie „za profesjonalną ofertę programową OTV Białystok” (2001)
- „Pogoń za prawdą” część I i II, TVP Program 1 – główna nagroda austriackiego oddziału Stowarzyszenia Dziennikarze bez Granic (2002)
- „Pogoń za prawdą” część I i II, TVP Program 1 – pierwsza nagrodę Przeglądu Twórczości Dziennikarskiej Reporterów Telewizji Regionalnej TVP, druga nagroda Międzynarodowych Dni Filmu Dokumentalnego „Rozstaje Europy” w Lublinie oraz wyróżnienie na Festiwalu Filmowym w Voladero w Meksyku (2003)
- „Czarnobylcy”, TVP Program 1 – Grand Prix Międzynarodowego Festiwalu Filmów Ekologicznych „Ekoforum” w Bielsku-Białej (2003)
- „Ostatni dyktator Europy?”, TVP Program 1 – główna nagroda Międzynarodowego Festiwalu Filmowego w Ołomuńcu (Czechy) (2004)
- „Partyzancka szkoła” – nagroda za najlepszą publikację o sytuacji międzynarodowej w konkursie Stowarzyszenia Dziennikarzy Polskich (2004)
- „Partyzancka szkoła”, TVP Program 1 – Grand Prix Międzynarodowych Dniu Filmu Dokumentalnego „Rozstaje Europy” w Lublinie oraz nagroda Europejskiego Stowarzyszenia Telewizji Regionalnych Circom Regional w kategorii „wydarzenie” (Liverpool, Wielka Brytania) (2005)
- „Od moru i Głodu”, TVP Program 1 – nagroda specjalna dyrektora XXXIII Międzynarodowego Festiwalu Filmów Ekologicznych ETOPFILM w Bratysławie (2006)
- „Ballada o Mieleszkach”, TVP Program 1 – nagroda główna III Międzynawowego Festiwalu „Camera Obscura” w Bydgoszczy (2006)
- „Uniwersytet na wygnaniu”, TVP Program 1 – druga nagroda w konkursie „Migracja dla rozwoju” organizowanym przez Katolicki Uniwersytet Lubelski oraz TVP 3 Lublin (2007)
- „Misja”, TV Polonia, wyróżnienie na festiwalu Polskie Ojczyzny w Częstochowie (2008)
- „Szansa na nowe życie”, wyróżnienie na festiwalu Filmów o Rodzinie w Łodzi oraz nominacja do nagrody Grand Press 2010 w kategorii reportaż telewizyjny (2010)
- ”Archimandryta” „Złoty Melchior” w kategorii Inspiracja Roku w Konkursie Reportażystów Polskiego Radia Melchiory (2012)
- „Archimandryta” wyróżnienie „za mistrzowskie zdjęcia” dla Romana Wasiluka podczas XI Międzynarodowego Festiwalu Filmów Dokumentalnych „Kinolitopis” w Kijowie 2012)
- „Archimandryta”, nagroda Jury Międzynarodowego Katolickiego Festiwali Filmów Chrześcijańskich „Magnificat” w Mińsku (2012)
- „Archimandryta”, pierwsza nagroda w kategorii filmów dokumentalnych Międzynarodowego Festiwalu „Pokrovkino”, Kijów (2012)
- „Archimandryta”, nagroda „Brązowego Turonia” Międzynarodowego Festiwalu Etnofilm, Cadca, Słowacja (2012)
- „Archimandryta”, pierwsza nagroda w kategorii filmów dokumentalnych Międzynarodowego Dobroczynnego Festiwalu „Świetlisty anioł”, Moskwa (2012)
- „Archimandryta”, laureat Międzynarodowego Festiwalu Filmów i Programów Telewizyjnych „Radonież”, Moskwa (2012)
- „Archimandryta”, laureat Międzynarodowego Forum Filmowego na Dnieprze, Dniepropietrowsk, Ukraina.
- „Pod opieką św. Dymitra”, nagroda dla najlepszego producenta Międzynarodowego Festivalu „Pokrovkino” w Kijowie (2013)
- „Filmowe Podlasie”, nominacja do nagrody w kategorii „kultura” podczas XX Przeglądu Twórczości Dziennikarzy Ośrodków Regionalnych TVP (2013)
- „Archimandryta”, nominacja do nagrody Polskiej Agencji Prasowej im. Ryszarda Kapuścińskiego (2013)
- „Pod opieką św. Dymitra”, Kryształowa waza na Międzynarodowym Festiwalu Filmowym „Wstrecza”, Obninsk, Rosja (2014)
- „Siewca”, Grand Prix Międzynarodowego Festiwalu Telewizji Regionalnych w Koszycach, Słowacja (2014)
- „Siewca” nagrody Rejonowego Komitetu Wykonawczego w Głębokiem oraz Międzynarodowego Festiwalu Filmowego „Wstrecza” w Obninsku (Rosja) podczas Międzynarodowego Katolickiego Festiwalu Chrześcijańskich Filmów i Programów Telewizyjnych Magnificat w Mińsku (2014)
- „Siewca”, nagroda za najlepsze zdjęcia (Krzysztof Więckowski i oraz za najlepszą reżyserię podczas Międzynarodowego Festiwalu Prawosławnych Filmów „Pokrovkino” w Kijowie (2014)
- „Archimandryta”, zwycięzca Festiwalu Filmów Emigracyjnych „Emigra” w Warszawie (2014)
- „Siewca” dyplom laureata Międzynarodowego Festiwalu Filmów i Programów Telewizyjnych „Radonież”, Moskwa (2014)
- „Siewca”, nominacja do nagrody Polskiej Agencji Prasowej im. Ryszarda Kapuścińskiego (2014)
- „Siewca”, laureat Festiwalu Filmów Edukacyjnych Edukino w Warszawie (2014)
- „Siewca” nominacja w kategorii „Inspiracja Roku” w Konkursie Reportażystów Polskiego Radia „Melchiory” (2015)
- „Archimandryta”, nagroda Stowarzyszenia Filmowców Rosji podczas Międzynarodowego Festiwalu Prawosławnych Filmów w Kruszewacu, Serbia (2015)
- „Siaroża”, najlepsza premiera podczas Międzynarodowego Forum Filmowego w Dniepropietrowsku, Ukraina (2016)
- „Siaroża”, nagroda jury Międzynarodowego Festiwalu Filmów Prawosławnych „Spotkanie”, Obninsk, Rosja za „wierność tradycji i wkład w rozwój współczesnej kultury prawosławnej” (2016)
- „Siaroża”, trzecia nagroda za film dokumentalny Międzynarodowego Festiwalu Filmowego „Pokrovkino” w Kijowie (2016)
- „Archimandryta” Grand Prix Międzynarodowego Festiwalu Filmów Chrześcijańskich „Krzyż św. Andrzeja”, Tbilisi, Gruzja (2016)
- „Siaroża”, nagroda specjalna jury Międzynarodowego Festiwalu Radonież, Moskwa, Rosja (2016)
- „Siaroża”, wyróżnienie w kategorii Nagroda im. Macieja Łukasiewicza (za publikacje na temat współczesnej cywilizacji i kultury oraz popularyzację wiedzy) Konkursu Stowarzyszenia Dziennikarzy Polskich (2016)